# Чемерица чёрная
Чемери́ца чёрная, или Ку́кольник (лат. Veratrum nigrum) — многолетнее травянистое растение; вид рода Чемерица семейства Мелантиевые.

## Описание

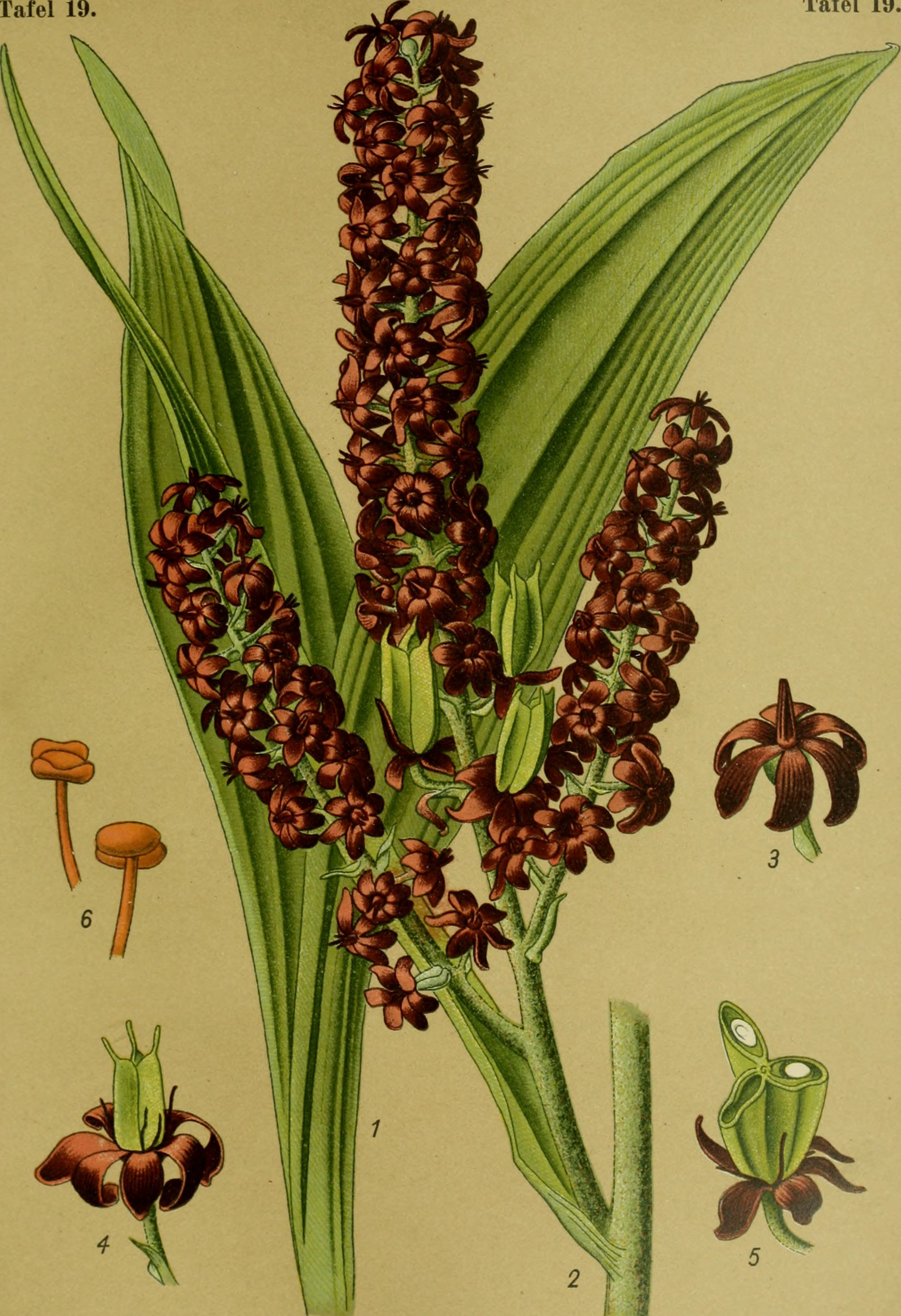

У чемерицы крепкий стебель, короткое мясистое корневище с редкими подземными побегами. Стебель при основании одет влагалищами прошлогодних листьев, с многочисленными продольно-ребристыми, вдоль складчатыми листьями. Нижние листья широкоэллиптические, полые. Чёрно-пурпурные цветки в большом числе собраны в крупные соцветия-кисти. Цветки звездчатые.
Срок жизни растения составляет около 50 лет; зацветает чемерица обычно на 16—30-й год жизни.

## Распространение и экология
Чемерица чёрная — восточноевропейско-сибирско-среднеазиатский вид, ареал которого охватывает Среднюю Европу, Балканский полуостров, Западную и Восточную Сибирь, Дальний Восток, северо-восточную часть Средней Азии, Японию и Китай.
В средней полосе Европейской России известен из всех областей Центрального Черноземья, а также Калужской, Московской, Пензенской, Рязанской, Саратовской, Тульской областей.
Цветет чемерица чёрная в июле-августе.

## Охранный статус
Растение внесено в Красную книгу Калужской, Тамбовской, Белгородской, Саратовской областей.

## Применение
Чемерица чёрная декоративна и красива в одиночной и групповой посадке в парках. Ввиду высокой токсичности данное растение исключено из официальной фармакопеи, однако в народной медицине чемерицу продолжают применять: настой её корневищ хорошо заживляет раны и ссадины.